# Charlie Mirabal
Charlie Peter Mirabal (Caracas, 2 de abril de 1987) es un beisbolista venezolano que juega como campocorto en Caimanes de Barranquilla en las Liga Colombiana de Béisbol Profesional. Estuvo en la organización de Los Angeles Dodgers en las Ligas Menores de Béisbol, Parma Baseball 1949 en Italia y la Selección de béisbol de Colombia.

## Carrera en Ligas Menores
Entre el 2007 y 2012 estuvo en la organización de Los Angeles Dodgers donde disputó 299 juegos, anotó 143 carreras, 242 hits, 40 dobles, 7 triples, 3 jonrones, 109 carreras impulsadas, 40 bases robadas y un promedio de bateo .251 AVG. En el 2014 estuvo en ligas independiente donde jugó para Amarillo Sox y Sonoma Stompers disputó 66 juegos, anotó 42 carreras, 53 hits, 7 dobles, 3 jonrones, 28 carreras impulsadas y 3 robos de base. En 2016 pasó a la Liga Italiana de Béisbol jugando para Parma Baseball 1949 disputó 33 juegos, anotó 18 carreras, 36 hits, 9 dobles, 1 jonrón, 17 carreras impulsadas, 6 robos de base para un promedio de bateo .288 AVG.

## Estadísticas de bateo en Colombia
| Año     | Equipo                   | Liga | VB  | C   | Hits | HR | CI | BA   | BR |
| ------- | ------------------------ | ---- | --- | --- | ---- | -- | -- | ---- | -- |
| 2013/14 | Toros de Sincelejo       | LCBP | 128 | 20  | 34   | 2  | 15 | .266 | 6  |
| 2014/15 | Toros de Sincelejo       | LCBP | 143 | 34  | 44   | 1  | 17 | .308 | 4  |
| 2015/16 | Toros de Sincelejo       | LCBP | 140 | 14  | 36   | 0  | 14 | .257 | 4  |
| 2016/17 | Toros de Sincelejo       | LCBP | 125 | 20  | 28   | 0  | 15 | .224 | 3  |
| 2017/18 | Toros de Sincelejo       | LCBP |     | 29  |      |    |    | .    |    |
| 2018/19 | Caimanes de Barranquilla | LCBP |     |     |      |    |    | .    |    |
| Total   |                          |      | 536 | 117 | 142  | 3  | 61 | .265 | 17 |

## Logros
- Liga Colombiana de Béisbol Profesional:
  - Subcampeón (2): 2016-17 y 2017-18 con Toros de Sincelejo
  - Mejor campocorto (2): 2016-17, 2017-18 con Toros de Sincelejo
  - Más carreras anotadas: 2013-14 con Toros de Sincelejo

- Juegos Bolivarianos
  -  Medalla de oro: 2017

- Campeonato Sudamericano de Béisbol:
  -  Campeón: 2015
  -  Tercer lugar: 2016